# Piperidine
Piperidine is een heterocyclisch secundair amine, dat bestaat uit een verzadigde zesring met vijf koolstofatomen en één stikstofatoom. Het is een heldere vloeistof met een karakteristieke sterke geur gelijkaardig aan die van pyrrolidine en pyrroline die lijkt op de geur van menselijk sperma.

## Ontdekking
Piperidine werd in 1819 door Hans Christian Ørsted geïsoleerd uit peper. De eerste totaalsynthese door Ladenburg en Scholz stamt uit 1894.

## Voorkomen
Piperidine komt in lage concentraties voor in zwarte peper (Piper Nigrum) en in het gif van rode mieren, waarbij het het brandend gevoel veroorzaakt bij een beet van deze insecten.
De piperidinestructuur wordt gevonden in veel alkaloïden, zoals coniine, noscapine en piperine, het belangrijkste bestanddeel van zwarte peper.

## Synthese
Piperidine wordt gesynthetiseerd door katalytische hydrogenering of elektrochemische reductie van pyridine:

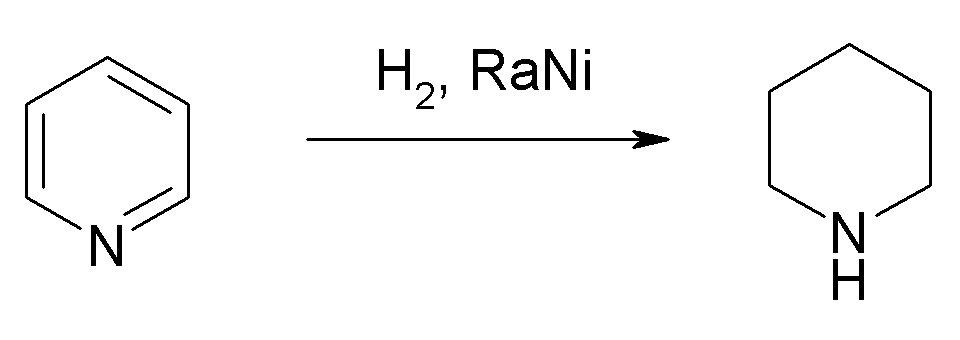
Synthese van piperidine

Een andere methode betreft het verhitten van cadaverine (als dihydrochloride) waaruit piperidinehydrochloride ontstaat. Behandeling met een base levert zuiver piperidine.

## Reactiviteit
Piperidine is, zoals alle amines, een zwakke organische base (pKa = 11,12). Het vormt complexen met zouten van zware metalen.

## Toepassingen
Piperidine wordt gebruikt als oplosmiddel en als grondstof bij de chemische synthese van tal van geneesmiddelen, chemische bestrijdingsmiddelen en geurstoffen. De belangrijkste industriële toepassingen van piperidine is de productie van dipiperidinyldithiumtetrasulfide, een vulkanisatieversneller voor rubber.
Piperidine komt voor als structureel element in tal van geneesmiddelen, omdat het de opname in het lichaam en de oplosbaarheid van stoffen in water bevordert. Bovendien induceren piperidines het leverenzym CYP2D6, waardoor een versnelling van het metabolisme optreedt. Piperidines komen dan ook voor in veel bètablokkers en antiaritmica. Enkele andere voorbeelden van geneesmiddelen waarin een piperidinering te vinden is, zijn raloxifeen, minoxidil, thioridazine, haloperidol, droperidol en mesoridazine.
De verkoop van piperidine wordt gereguleerd omdat het ook wordt gebruikt bij de illegale bereiding van de drug PCP (angel dust).